# 1-je Szemiakino
1-je Szemiakino, także Pierwoje Szemiakino (ros. 1-е Шемякино, Первое Шемякино) – wieś (ros. село, trb. sieło) w zachodniej Rosji, w sielsowiecie niżniemiedwiedickim rejonu kurskiego w obwodzie kurskim.

## Geografia
Miejscowość położona jest nad Bolszają Kuricą (prawy dopływ Sejmu), 9,5 km od centrum administracyjnego sielsowietu (Wierchniaja Miedwiedica), 24,5 km na północny zachód od Kurska, 1,5 km od drogi magistralnej (federalnego znaczenia) M2 «Krym» (część trasy europejskiej E105).
We wsi znajduje się 100 posesji.
Klimat
Miejscowość, jak i cały rejon, znajduje się w strefie klimatu kontynentalnego z łagodnym ciepłym latem i równomiernie rozłożonymi opadami rocznymi (Dfb w klasyfikacji klimatów Köppena).

## Demografia
W 2010 r. wieś zamieszkiwało 125 osób.